# أوربان الأول
أوربان الأول هو بابا الكنيسة الكاثوليكية السابع عشر وقديس وفق المعتقدات المسيحية، بين 14 أكتوبر 222 و25 مايو 230. ولد في روما، وخلف القديس كاليستوس الأول بعد موته، ظل الاعتقاد شائعاً لعدة قرون بأن البابا أوربان الأول أيضاً قد استشهد، ولكن الأدلة التاريخية الحديثة تدل على أنه قد مات لأسباب طبيعية.
يكتنف الغموض معظم حياة أوربان، وهو ما يجعل العديد من الأساطير والمفاهيم الخاطئة تُنسج حول شخصيته. ولكن رغم قلة المصادر إلا أنه أول بابا يمكن تحديد فترة بابويته على وجه الدقة.
تبوأ أوربان كرسي القديس بطرس في العام الذي اغتيل فيه الإمبراطور الروماني ايل جبل وظل في كرسيه أثناء عهد الإمبراطور ألكسندر سيفيروس، ويعتقد أن فترة بابوية أوربان كانت فترة سلام بين المسيحيين والإمبراطورية الرومانية؛ إذ لم يمارس سيفيروس الاضطهاد ضد المسيحيين.
تعتبر كل من الكنيسة الكاثوليكية والكنيسة الأرثوذكسية الشرقية أوربان قديساً.